# Drejø
Bản mẫu:Geobox Settlement

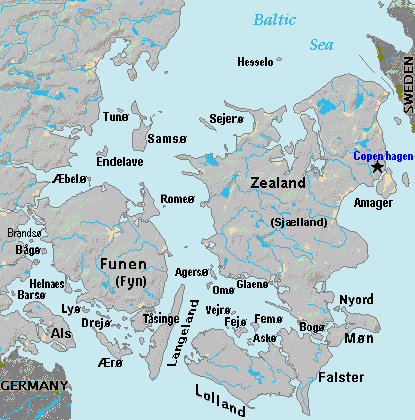
Drejø (phía trái, dưới), bắc đảo Ærø, nam đảo Fyn và đông bắc đảo Lyø.

Drejø là 1 đảo nhỏ của Đan Mạch, nằm ở phía nam đảo Fyn. Chỗ dài nhất của đảo là 5 km, rộng nhất là 2 km, diện tích là 4,26 km², với 72 cư dân (năm 2005). Trước kia, dân trên đảo sống bằng nghề nông và đánh bắt cá, nhưng nay phần lớn sống bằng kinh doanh du lịch và các nghề khác. Hàng năm, đảo có 1 trại bia. Người ta đến đây cắm trại, uống bia, nghe nhạc vv... vào mùa hè. Trên đảo có 1 quán ăn kiêm quán trọ, 1 tiệm bán hàng, 1 thư viện, 1 nhà bảo tàng nhỏ trong nông trang lâu đời Gl. Elmegaard và 1 nhà thờ. Họa sĩ Poul Jespersen cư ngụ trên đảo và có 1 phòng trưng bày tranh riêng.
Mùa hè năm 1942, làng Drejø đã bị 1 trận hỏa hoạn gần như thiêu rụi, phần lớn nhà hiện nay được xây dựng lại sau trận hỏa hoạn đó.
Về hành chính, đảo thuộc thị xã Svendborg và Vùng Nam Đan Mạch.
Về giao thông, có tuyến tàu phà từ Svendborg (nam đảo Fyn) và từ đảo Skarø tới Drejø.